# CO2-heffing industrie
De CO2-heffing industrie is een in 2021 in Nederland ingevoerde heffing. Deze heffing is een geldbedrag dat industriële installaties met een hoge CO2-uitstoot moet betalen aan de overheid per ton CO2-uitstoot. In principe duurt de CO2-heffing industrie tot 31 december 2030. De Nederlandse Emissieautoriteit (Nea) is verantwoordelijk voor de uitvoering van de heffing. De heffing is geregeld in de Wet belastingen op milieugrondslag. 

## Totstandkoming
In 2019 sloot de Nederlandse overheid het klimaatakkoord met diverse organisaties en bedrijven in Nederland. Hierbij sprak de overheid af om de CO2-reductie in 2030 met 49 procent te verminderen ten opzichte van 2019. Een van de maatregelen ter verduurzaming van de Nederlandse industrie is een nationale CO2-belasting voor de industrie. Het doel van de heffing is om een CO2-reductie te realiseren van 14,3 megaton CO2.

## Belastingplichtigen
De CO2-heffing industrie wordt geheven van degene die een industriële installatie exploiteert. Hierbij wordt onderscheid gemaakt tussen de volgende installaties:
- Industriële installaties die aan het Europese Emissiehandelssysteem (EU ETS) meedoen;
- Afvalverbrandingsinstallaties;
- Processen waarbij lachgas (N2O) in de lucht vrijkomt.

## Belastinggrondslag
De CO2-heffing wordt berekend over de industriële jaarvracht. Dit is volgens de wet "het aantal ton kooldioxide-equivalent van een industriële installatie in een kalenderjaar dat in de lucht is veroorzaakt en ter zake waarvan de CO2-heffing industrie wordt geheven".
Bedrijven die meedoen aan het Europees Emissiehandelsysteem (EU ETS) betalen al emissierechten per ton CO2-uitstoot. Om deze reden mogen dergelijke bedrijven het geldbedrag van een emissierecht aftrekken van het tarief van de CO2-heffing industrie. In 2024 bedroeg een emissierecht bijvoorbeeld € 86,32. Het tarief van de CO2-heffing industrie werd in dat jaar vastgesteld op € 74,17. Bedrijven die deelnemen aan het EU ETS hoeven om deze reden in 2024 geen CO2-heffing industrie te betalen.
Verder hoeven bedrijven over een deel van hun CO2-uitstoot geen CO2-heffing industrie te betalen. Deze vrijgestelde uitstoot wordt uitgedrukt in dispensatierechten. Hierbij staat één dispensatierecht gelijk aan één ton CO2-uitstoot.

## Tarieven
|                                       | 2021    | 2022    | 2023    | 2024    | 2025    |
| ------------------------------------- | ------- | ------- | ------- | ------- | ------- |
| Tarief per ton kooldioxide-equivalent | € 30,48 | € 41,75 | € 55,94 | € 74,17 | € 87,90 |

In principe wordt het tarief tot en met 2030 jaarlijks verhoogd met € 12,84.